# Hints (Staffordshire)
Hints is een civil parish in het bestuurlijke gebied Lichfield, in het Engelse graafschap Staffordshire.